# Corynoneura fusciclava
Corynoneura fusciclava är en tvåvingeart som beskrevs av Jean-Jacques Kieffer 1925. Corynoneura fusciclava ingår i släktet Corynoneura och familjen fjädermyggor.
Artens utbredningsområde är Tyskland. Inga underarter finns listade i Catalogue of Life.